# Víctor Paz Estenssoro
Víctor Paz Estenssoro (castellà: Ángel Víctor Paz Estenssoro)  (Tarija, 2 d'octubre de 1907 - Tarija, 7 de juny de 2001) va ser un polític bolivià, President de Bolívia en diverses ocasions entre els anys 50 i 80. Durant el seu primer mandat inicià el que es coneixeria com a Revolució Nacional, que incloïa una reforma agrària, el dret de vot universal i la nacionalització de diverses empreses mineres. Va haver d'exiliar-se del país en diverses ocasions i va donar suport al cop militar del general Hugo Banzer Suárez. Inicialment d'esquerres, durant els darrers anys de la seva vida va adoptar posicionaments de centredreta.
És un dels polítics més destacats de Llatinoamèrica del segle xx.